# Schafbremse

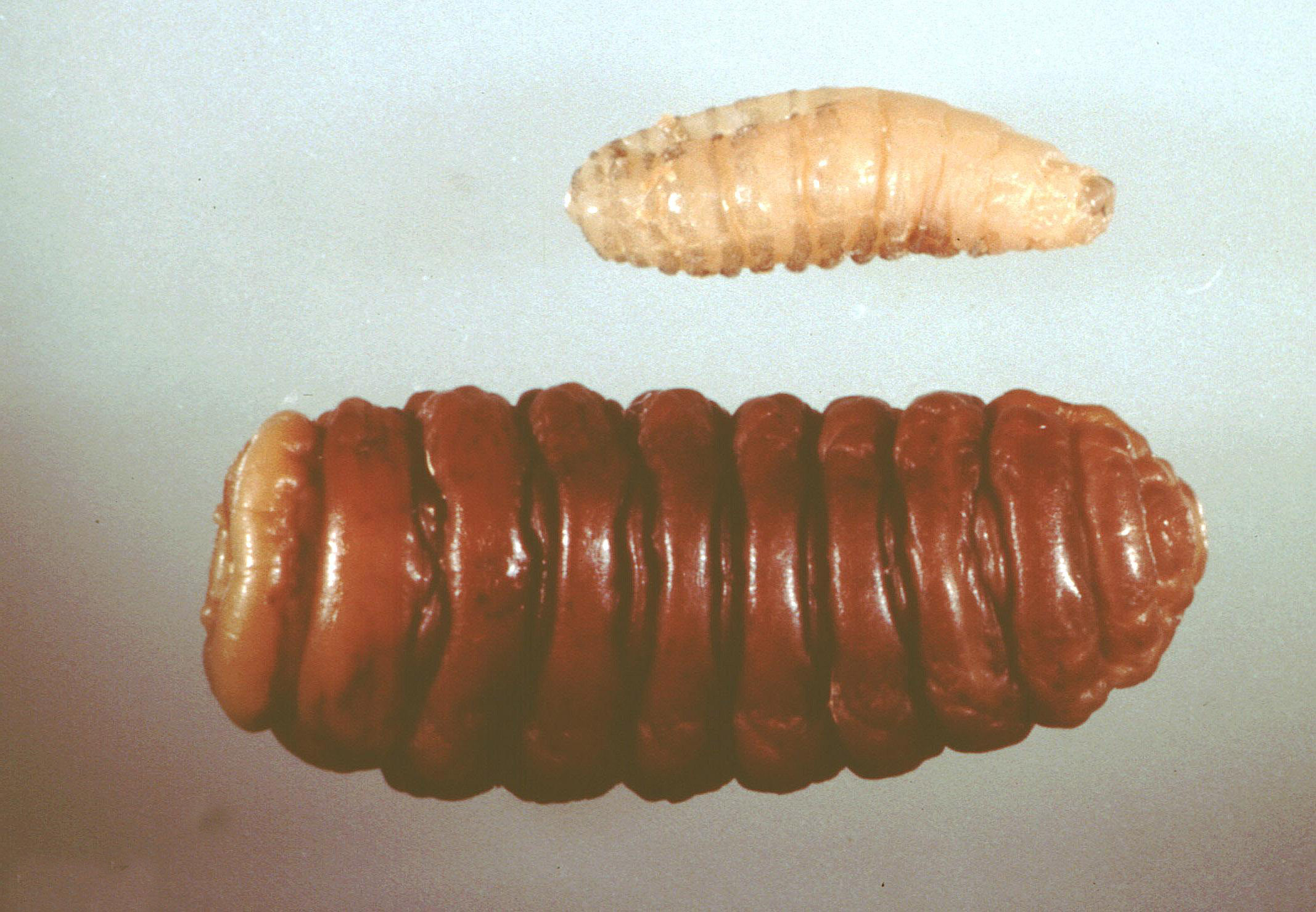
Larven der Schafbremse

Die Schafbremse oder Schafnasenfliege (Oestrus ovis) ist eine Art der Dasselfliegen und befällt vor allem Schafe und Ziegen. Trotz ihres deutschen Namens gehört sie nicht zu den Bremsen.

## Merkmale

### Imagines
Die Art erreicht Körperlängen von 10–12 mm. Am Kopf sind die Mundwerkzeuge weitgehend reduziert und funktionslos, die imaginalen Fliegen nehmen keine Nahrung auf. Die kurzen, unauffälligen Antennen besitzen eine Fühlerborste (Arista) von auffallender Länge. Die Größe der Komplexaugen ist geschlechtsspezifisch: beim Männchen ist die Stirn (Frons) etwas mehr als halb so breit wie der Augendurchmesser, beim Weibchen ist sie deutlich breiter als dieser. Die Stirnaugen (Ocelli) sitzen auf auffallend erhöhten Tuberkeln, die manchmal zu einem gemeinsamen zusammenfließen können. Der Kopf ist gelbbraun gefärbt mit auffallenden, glänzend schwarzen eingesenkten Punktgruben. Das Mesonotum, der breiteste Rumpfabschnitt, ist ebenfalls gelbbraun mit verstreuten schwarzen Punktgruben, die auf dem Scutellum unregelmäßig groß sind. Außerdem trägt er kleine, schwarz gefärbte körnchenartige Tuberkel. Das Mesonotum ist kurz gelblich behaart (Unterscheidungsmerkmal zur afrikanischen Oestrus aureoargentatus). Die glasklaren (hyalinen) Flügel sind gelb geadert (Unterscheidungsmerkmal zu Oestrus caucasicus, dort schwarz). Die Beine sind gelbbraun bis gelb gefärbt. Der Hinterleib ist schwarz oder mehr oder weniger ausgedehnt dunkel braunrot mit einer charakteristischen, wolkig-fleckenartigen kurzen weißen Behaarung, die Färbung variiert je nach Lichteinfall. Diese Färbung (typisch für die Gattungen Oestrus, Gedoelstia, Kirkioestrus, Rhinoestrus) wird als Mimese gedeutet, die die sitzenden Fliegen Vogelkot ähnlich macht, wodurch sie gegen Vögel besser geschützt seien.

### Larven
Wie bei allen Rachendasseln unterscheidet sich bei der Schafbremse das erste Larvenstadium markant von den späteren. Die erste Larve ist spindelförmig und 1 bis 3 Millimeter lang. Ihre Oberseite ist schwach bedornt, mit einer durchgehenden Dörnchenreihe am Hinterrand des dritten Segments und sonst nur unterbrochenen Reihen. Auf der Ventralseite tragen alle Segmente zwei bis drei Reihen deutlicher Dornen und zudem dahinter einige längere Haare. Die 22 bis 25 Endhaken stehen bogenförmig in zwei Bögen. Wie bei den späteren Stadien sind die Sklerite der Mundhaken deutlich durch das Integument hindurch erkennbar. Das dritte (letzte) Larvenstadium erreicht bis zu 20 Millimeter Länge. Es ist zunächst gelb gefärbt und verfärbt sich nach und nach bräunlich, zuletzt mit einem schwarzen Querband auf jedem Segment. Die lederartig strukturierte Oberseite trägt nur auf dem zweiten Segment einige Dornen (Unterschied zu Oestrus caucasicus). Auf der Unterseite sind alle Segmente vom dritten an deutlich mehrreihig bedornt. Das letzte Segment trägt auffallende, dunkel gefärbte Stigmenplatten (die hier liegenden offenen Stigmen dienen zur Atmung).

## Verbreitung und Lebensraum
Die Art ist heute kosmopolitisch verbreitet. Ihre ursprüngliche Heimat ist die Paläarktis. Sie tritt überall dort auf, wo Schafe und Ziegen vorkommen. Im Anthropozän sind das vor allem die Orte, an denen die Tiere vom Menschen gehalten werden. In manchen Gegenden der Welt übt die Art eine deutliche Schadwirkung auf die Viehzucht aus. Neben Haustieren tritt die Schafbremse auch an Wildschafen wie dem Europäischen Mufflon auf. In Amerika, wo die Art vom Menschen eingeschleppt wurde, kommt sie nun auch beim wildlebenden Dickhornschaf vor.
Die Art ist im größten Teil Europas der einzige Vertreter der Gattung. An Steinböcken (Iberiensteinbock und die Kaukasischen Steinböcke) kommt, nur in Spanien und im Kaukasus, die sehr ähnliche Oestrus caucasicus vor. Die Präsenz zweier verschiedener Arten in Spanien wurde dabei auch mit genetischen Methoden nachgewiesen.

## Lebensweise
Nach der Begattung warten die Weibchen regungslos darauf, dass in ihren Ovarien die Eier heranreifen. Die bereits geschlüpften Larven werden schließlich vom Weibchen aus dem Flug an die Nüstern von Schafen gelegt, bzw. regelrecht in die Nase geschossen. Obwohl die Wirtsschafe daraufhin niesen, schaffen es einige der Larven, sich mit ihren posterioren Haken und Hakenkränzen in der Nasenhöhle festzuhaken. Von dort aus dringen sie schließlich in die Stirnhöhle ein. Dadurch werden die Schleimhäute gereizt und zu einer vermehrten Schleimproduktion angeregt. Es kommt zu einer Myiasis, die umgangssprachlich beim Befall der Schafbremse auch „falsche Drehkrankheit“ genannt wird. Vom Schleim sowie dem Gewebe der Schleimhäute ernähren sich die Larven. Beim Wirt führt dies zu Juckreiz und Entzündungen. Die Schafe müssen häufig niesen, wirken kränklich und magern oft ab. Ein hochgradiger Befall kann sogar zum Tod des Wirtes führen. Wenn die Larven ausgewachsen sind, kriechen sie wieder in die Nasenhöhle und lassen sich herausniesen oder zu Boden fallen. Dann verpuppen sie sich auf dem oder im Boden. Die Larven sind also Endoparasiten der Schafe. Nach einigen Wochen schlüpfen die adulten Fliegen.
Neben Schafen und Ziegen gibt es auch Berichte vom Befall bei Rindern, Hirschen, Pferden, Hunden und Menschen. An diesen Fehlwirten kann sich die Larve allerdings nicht entwickeln, sie stirbt nach dem ersten Larvenstadium ab. Außerdem werden neben der Nase bei der Ablage der Larven manchmal auch die Augen von Wirtstieren infiziert. In Menschen können sich die Larven nicht entwickeln, es kann aber zu Entzündungen der Augen kommen.

## Lebenszyklus
Die Schafbremse gehört zu den wenigen lebendgebärenden („larviparen“) Fliegenarten, die keine Eier ablegen, sondern sogleich bewegliche Larven. Im Hinterleib adulter Weibchen können bis zu 500 Eier gefunden werden, die sich nach und nach zu Larven entwickeln. Diese werden einzeln oder in Gruppen bis zu etwa 25 auf den Wirt, meist ein Schaf, appliziert. Obwohl sie unter günstigen Bedingungen schon nach 25 bis 35 Tagen alle drei Larvenstadien bis zur Verpuppung durchlaufen können, bleiben sie meist erheblich länger, bis hin zu Monaten, in den Atemtrakten ihres Wirts. In kälteren Breiten überwintern die Larven dort. Reife Larven werden schließlich unter Niesen ausgeworfen. Sie vergraben sich im Boden und verpuppen sich dort. Die Puppenruhe dauert etwa 35 bis 30 Tage bei warmer Witterung. Imaginale Fliegen nehmen keine Nahrung auf und leben nur kurze Zeit, im Freiland etwa 10 bis 20 Tage. Je nach Bedingungen kommen zwei bis drei Generationen pro Jahr zur Entwicklung.
Obwohl bis zu 350 Larven in einem einzelnen Schaf gefunden wurden, liegen die Befallszahlen meist weit niedriger, nach amerikanischen Untersuchungen durchschnittlich etwa 12 bis 20. Wenn viele Larven im selben Wirt auftreten, können die meisten davon ihren Lebenszyklus nicht vollenden. Gelegentlich brechen sie bei hohem Befall in die Bronchien durch, was immer mit dem Tod des Schafs endet. Die Infektionsrate variiert je nach Region und Jahreszeit, oft sind etwa 6 bis 50 Prozent der Schafe befallen, lokal können aber 100 Prozent erreicht werden.

## Systematik
Die Gattung Oestrus umfasst neben der Schafbremse fünf weitere Arten (zwei afrikanische sind taxonomisch umstritten). Alle bis auf Oestrus ovis und Oestrus caucasicus leben an verschiedenen (wildlebenden) Huftieren in Afrika südlich der Sahara. Schwestergruppe ist, nach morphologischen Merkmalen, die (an Pferden parasitierende) Gattung Rhinoestrus.